# 15630 Disanti
15630 Disanti este un asteroid din centura principală de asteroizi.

## Descriere
15630 Disanti este un asteroid din centura principală de asteroizi. A fost descoperit pe 24 aprilie 2000 la Stația Anderson Mesa în cadrul programului LONEOS. El prezintă o orbită caracterizată de o semiaxă mare de 2,33 ua, o excentricitate de 0,11 și o înclinație de 5,5° în raport cu ecliptica.